# Puzzle/Revive
"PUZZLE/Revive" là single thứ 31 của nữ ca sĩ Nhật Bản Mai Kuraki, phát hành ngày 1 tháng 4 năm 2009. Cả hai bài hát trong single này được sử dụng là nhạc nền trong phim hoạt hình nổi tiếng "Detctive Conan"trong tập phim"Detective Conan: The Raven Chaser" và là nhạc mở đầu cho series phim này. Ngày 24 tháng 2, cô chính thức công bố trên website cá nhân rằng single sẽ được phát hành trước 2 tuần vì đáp ứng yêu cầu của các fan. Single này đã trở thành Mai Kuraki's hinghest của charting single trong gần 5 năm.

## Cộng tác
- "Detective Conan: The Raven Chaser" animation film theme song (#1)
- "Detective Conan" anime series opening theme (#2)

## Danh sách bài hát
Tất cả lời bài hát được viết bởi Mai Kuraki.
| "Puzzle/Revive" Limited Edition | "Puzzle/Revive" Limited Edition                    | "Puzzle/Revive" Limited Edition |
| STT                             | Nhan đề                                            | Thời lượng                      |
| ------------------------------- | -------------------------------------------------- | ------------------------------- |
| 1.                              | "Puzzle"                                           | 3:59                            |
| 2.                              | "Revive"                                           | 4:42                            |
| 3.                              | "The Rose: Melody In the Sky (Acoustic Live Ver.)" | 2:40                            |
| 4.                              | "Puzzle (Instrumental)"                            | 3:59                            |
| 5.                              | "Revive (Instrumental)"                            | 4:39                            |

| "Puzzle/Revive" Regular Edition | "Puzzle/Revive" Regular Edition | "Puzzle/Revive" Regular Edition |
| STT                             | Nhan đề                         | Thời lượng                      |
| ------------------------------- | ------------------------------- | ------------------------------- |
| 1.                              | "Puzzle"                        | 3:59                            |
| 2.                              | "Revive"                        | 4:42                            |
| 3.                              | "Puzzle (Instrumental)"         | 3:59                            |
| 4.                              | "Revive (Instrumental)"         | 4:39                            |

| "Revive/Puzzle" Limited Edition | "Revive/Puzzle" Limited Edition                    | "Revive/Puzzle" Limited Edition |
| STT                             | Nhan đề                                            | Thời lượng                      |
| ------------------------------- | -------------------------------------------------- | ------------------------------- |
| 1.                              | "Revive"                                           | 4:42                            |
| 2.                              | "Puzzle"                                           | 3:59                            |
| 3.                              | "The Rose: Melody In the Sky (Acoustic Live Ver.)" | 2:40                            |
| 4.                              | "Revive (Instrumental)"                            | 4:39                            |
| 5.                              | "Puzzle (Instrumental)"                            | 3:59                            |

| "Revive/Puzzle" Regular Edition | "Revive/Puzzle" Regular Edition | "Revive/Puzzle" Regular Edition |
| STT                             | Nhan đề                         | Thời lượng                      |
| ------------------------------- | ------------------------------- | ------------------------------- |
| 1.                              | "Revive"                        | 4:42                            |
| 2.                              | "Puzzle"                        | 3:59                            |
| 3.                              | "Revive (Instrumental)"         | 4:39                            |
| 4.                              | "Puzzle (Instrumental)"         | 3:59                            |

## Charts

#### OriconSales Chart
| Release                 | Chart                        | Peak Position | First Day/Week Sales | Sales Total | Chart Run |
| ----------------------- | ---------------------------- | ------------- | -------------------- | ----------- | --------- |
| ngày 1 tháng 4 năm 2009 | Oricon Daily Singles Chart   | 1             | 10,510               |             |           |
| ngày 1 tháng 4 năm 2009 | Oricon Weekly Singles Chart  | 3             | 29,445               | 47,523      | 8 weeks   |
| ngày 1 tháng 4 năm 2009 | Oricon Monthly Singles Chart | 13            |                      |             |           |
| ngày 1 tháng 4 năm 2009 | Oricon Yearly Singles Chart  |               |                      |             |           |

#### Billboard charts|Billboard Japan Sales Chart
| Phát hành | Chart                             | vị trí đỉnh cao |
| --------- | --------------------------------- | --------------- |
| 1/4/2009  | Billboard Japan Hot 100           | 6               |
| 1/4/2009  | Billboard Japan Hot 100 Airplay   | 16              |
| 1/4/2009  | Billboard Japan Hot Singles Sales | 5               |